# Fachgesellschaft Geschlechterstudien
Die Fachgesellschaft Geschlechterstudien / Gender Studies Association (Gender e. V.) ist ein wissenschaftlicher Zusammenschluss für das Gebiet der Geschlechterforschung. Gegründet wurde sie 2010 in Berlin.

## Gründung, Ziele, Aktivitäten
Im Januar 2010 gründeten 204 Wissenschaftler sowie Studierende die Fachgesellschaft Geschlechterstudien/Gender Studies Association an der Technischen Universität Berlin. Zu den Gründungsmitgliedern zählen die Zentren für Geschlechterforschung der TU und der Humboldt-Universität Berlin, der Universität Siegen und der Universität Luxemburg. Unterstützt wurde die Gründung vom Dachverband Konferenz der Einrichtungen für Frauen- und Geschlechterstudien im deutschsprachigen Raum (KEG, kurz: Genderkonferenz). Mitglieder der Fachgesellschaft kommen aus allen akademischen Feldern. Die Fachgesellschaft arbeitet eng mit der schweizerischen wissenschaftlichen Fachgesellschaft in den Gender Studies zusammen.
Ziele sind unter anderem die Weiterentwicklung der Geschlechterforschung als eigene Disziplin im deutschsprachigen Raum, die Unterstützung der wechselseitigen Vernetzung und Information von Forschenden und Lehrenden dieses transdisziplinären Forschungsgebiets, die Förderung internationaler Kooperationen, eine Stärkung der Sichtbarkeit der Geschlechterstudien sowie die Förderung des wissenschaftlichen Nachwuchses.
Die Fachgesellschaft Geschlechterstudien veranstaltet jedes Jahr eine wissenschaftliche Tagung mit wechselnden Schwerpunktthemen. 2017 fand an der Universität zu Köln die erste D-A-CH Konferenz „Aktuelle Herausforderungen der Geschlechterforschung“ statt, die gemeinsam mit der Österreichischen Gesellschaft für Geschlechterforschung (ÖGGF) und der Schweizer Gesellschaft für Geschlechterforschung (SGGF) ausgerichtet wurde. Neben Tagungsberichten gibt die Fachgesellschaft Geschlechterstudien seit 2017 gemeinsam mit dem Margherita-von-Brentano-Zentrum für Geschlechterforschung der Freien Universität Berlin, der zentralen wissenschaftlichen Einrichtung GeStiK Gender Studies in Köln, dem Zentrum für transdisziplinäre Geschlechterstudien an der Humboldt-Universität Berlin und dem Referat Genderforschung an der Universität Wien das Open Gender Journal heraus. Es handelt sich dabei um eine Open-Access-Zeitschrift für die Geschlechterforschung.

## Vorstand
Laut Satzung besteht der Vorstand aus mindestens drei und höchstens sieben Personen. Diese werden von der Mitgliederversammlung für eine Amtszeit von zwei Jahren gewählt. Zwei Vorstandsmitglieder wirken als Sprecherin bzw. Sprecher.

## Tagungen
- 2011: „Verletzbarkeiten“, LMU München
- 2012: „Wanderungen“, Carl von Ossietzky Universität Oldenburg
- 2013: „Intimität“, Johann Wolfgang Goethe-Universität Frankfurt a. M.
- 2014: „Erkenntnis, Wissen, Intervention“, Universität Paderborn
- 2015: „Bewegung/en“, Universität Bielefeld
- 2016: „Materialität/en und Gender“,  Zentrum für transdisziplinäre Geschlechterstudien (ZtG) der Humboldt-Universität zu Berlin
- 2017: „Aktuelle Herausforderungen der Geschlechterforschung“, veranstaltet von der wissenschaftlichen Einrichtung für Gender Studies in Köln (GeStiK) gemeinsam mit der Fachgesellschaft Geschlechterstudien e.V. (Deutschland), der Österreichischen Gesellschaft für Geschlechterforschung ÖGGF und der Schweizer Gesellschaft für Geschlechterforschung SGGF
- 2018: „Difference, Diversity, Diffraction: Confronting Hegemonies and Dispossessions“, veranstaltet von AtGender (The European Association for Gender Research, Education and Documentation), FG Gender (German Gender Studies Association) und der Georg-August-Universität Göttingen
- 2019: „(Re-)Visionen. Epistemologien, Ontologien und Methodologien der Geschlechterforschung“, FernUniversität Hagen
- 2020: „10 Jahre Fachgesellschaft Geschlechterstudien“, Zentrum für interdisziplinäre Frauen- und Geschlechterforschung an der Technischen Universität Berlin[8]
- 2022: „2022 Decolonizing Gender Studies“ an der Universität Kassel[11]
- 2023: „membra(I)nes“ an der Hochschule für Grafik und Buchkunst Leipzig und Burg Giebichenstein Kunsthochschule Halle[12]

## Veröffentlichungen
- Rita Casale et al. (Hrsg.): Verletzbarkeiten. feministische Studien. Zeitschrift für interdisziplinäre Frauen- und Geschlechterforschung 2/2011.
- Annika McPherson, Barbara Paul, Sylvia Pritsch, Melanie Unseld, Silke Wenk (Hrsg.): Wanderungen. Migrationen und Transformationen aus geschlechterwissenschaftlichen Perspektiven. Studien Interdisziplinäre Geschlechterforschung. Bd. 8. Transcript Verlag, Bielefeld 2013, ISBN 978-3-8376-2220-1.
- Julia Scholz, Susanne Völker, Elisabeth Tuider (Hrsg.): Aktuelle Herausforderungen der Geschlechterforschung: Beiträge zur ersten gemeinsamen internationalen Konferenz der Fachgesellschaften für Geschlechterforschung/-studien aus Deutschland, Österreich und der Schweiz. Köln 2019, doi:10.25595/1356